# Румісберг
Румісберг (нім. Rumisberg) — громада  в Швейцарії в кантоні Берн, адміністративний округ Верхнє Ааргау.

## Географія
Громада розташована на відстані близько 39 км на північний схід від Берна.
Румісберг має площу 5,1 км², з яких на 8,2% дозволяється будівництво (житлове та будівництво доріг), 50,3% використовуються в сільськогосподарських цілях, 40,7% зайнято лісами, 0,8% не є продуктивними (річки, льодовики або гори).

## Демографія
2019 року в громаді мешкало 482 особи (-0,8% порівняно з 2010 роком), іноземців було 3,5%. Густота населення становила 94 осіб/км².
За віковим діапазоном населення розподілялося таким чином: 19,1% — особи молодші 20 років, 56,8% — особи у віці 20—64 років, 24,1% — особи у віці 65 років та старші. Було 214 помешкань (у середньому 2,2 особи в помешканні).
Із загальної кількості 86 працюючих 27 було зайнятих в первинному секторі, 10 — в обробній промисловості, 49 — в галузі послуг.